# Direitos humanos e mudanças climáticas

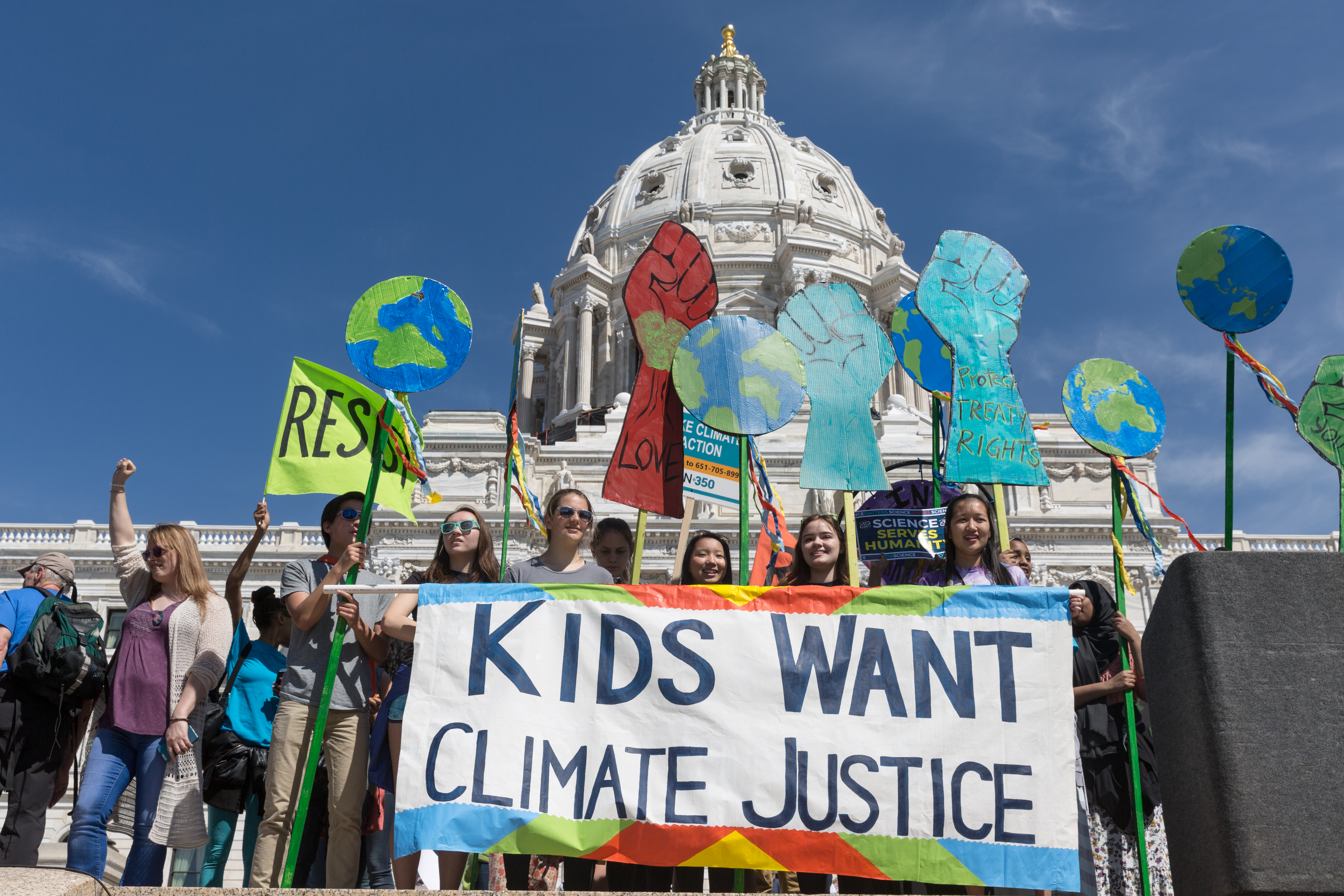
Protesto com cartaz escrito, em inglês, "as crianças querem justiça climática" (Estados Unidos, 2017).

Direitos humanos e mudanças climáticas se refere a uma estrutura legal e conceitual que estuda, analisa e aborda a relação entre os direitos humanos internacionais e fenômenos ambientais, como o aquecimento global, o aumento do nível do mar e a desertificação. Tem sido empregada tanto por governos mundiais, quanto por organizações intergovernamentais, não-governamentais e das Nações Unidas. O arcabouço jurídico é manejado por defensores dos direitos humanos, ambientalistas e pesquisadores acadêmicos a fim de orientar políticas nacionais e internacionais sobre a mudança climática. Opera dentro do âmbito da Convenção-Quadro das Nações Unidas sobre Mudança do Clima (CQNUMC) e por meio da base de intrumentos internacionais de direitos humanos.

## História

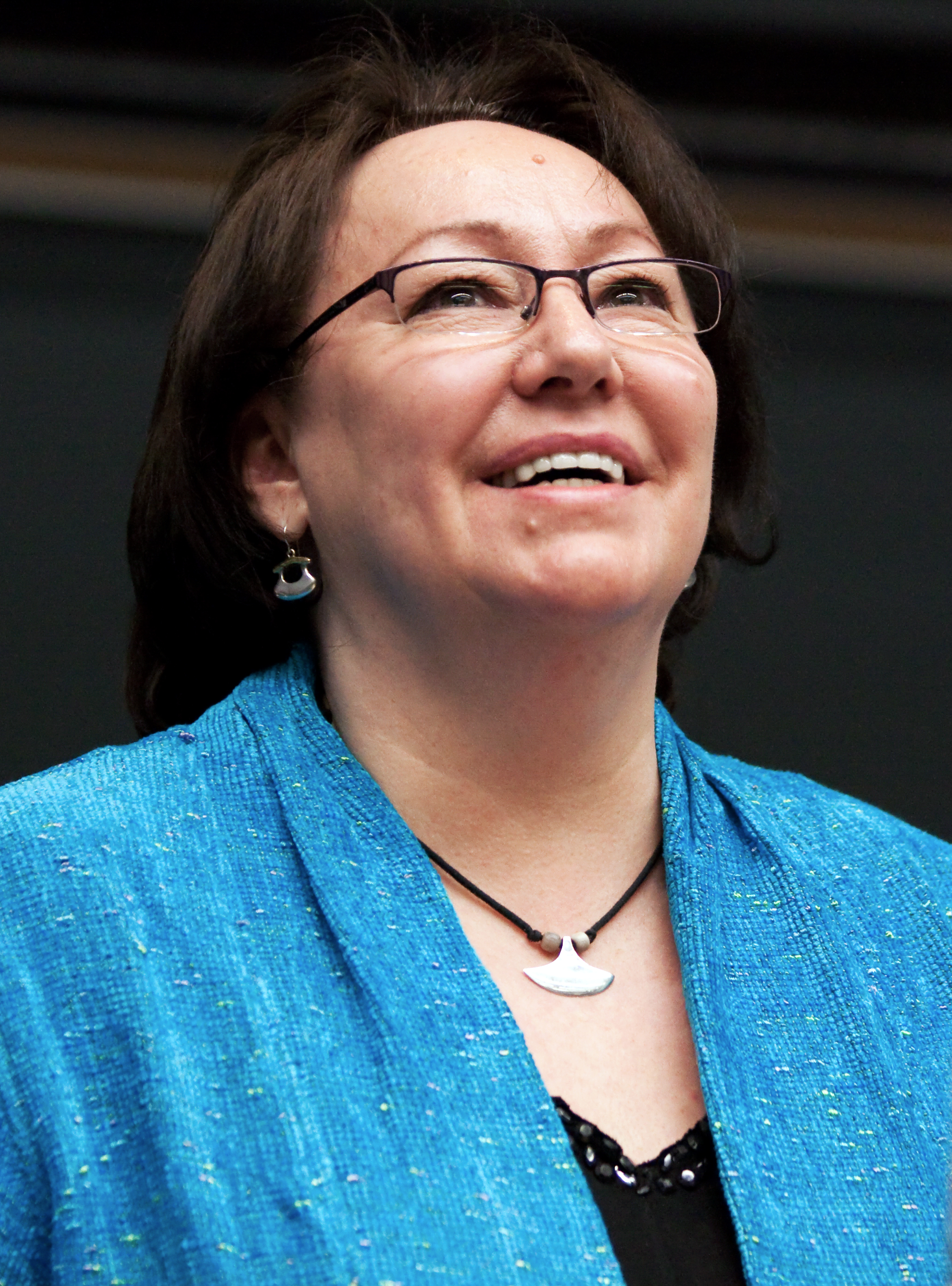
Sheila Watt-Cloutier, mulher indígena inuit.

A história da formalização da relação entre direitos humanos e mudanças climáticas começou com a ação da ativista inuit Sheila Watt-Cloutier. Em 2005, Sheila entregou, em nome dos povos indígena inuit do Canadá e do Alasca, uma petição à Comissão Interamericana de Direitos Humanos que buscava o alívio "das violações dos direitos humanos resultantes dos impactos do aquecimento global e da mudança climática causados por atos e omissões dos Estados Unidos". A petição foi assinada por 62 lideranças  indígenas e pedia para que Comissão fosse até o Ártico contastar os danos causados pela mudança climática ao meio ambiente. Denunciava, ainda, a violação das garantias detalhadas na Declaração Universal dos Direitos Humanos de 1948. A petição foi rejeitada, mas no ano de 2007, a Comissão convidou e ouviu depoimentos dos representantes indígenas sobre a relação entre direitos humanos e mudança climática.
Ainda em 2007, a Declaração de Malé sobre a Dimensão Humana das Mudanças Climáticas Globais afirmou explicitamente (e pela primeira vez em um acordo internacional) que "as mudanças climáticas têm implicações claras e imediatas para o pleno gozo dos direitos humanos" e apelou ao sistema legal de direitos humanos das Nações Unidas para tratar o assunto com urgência.

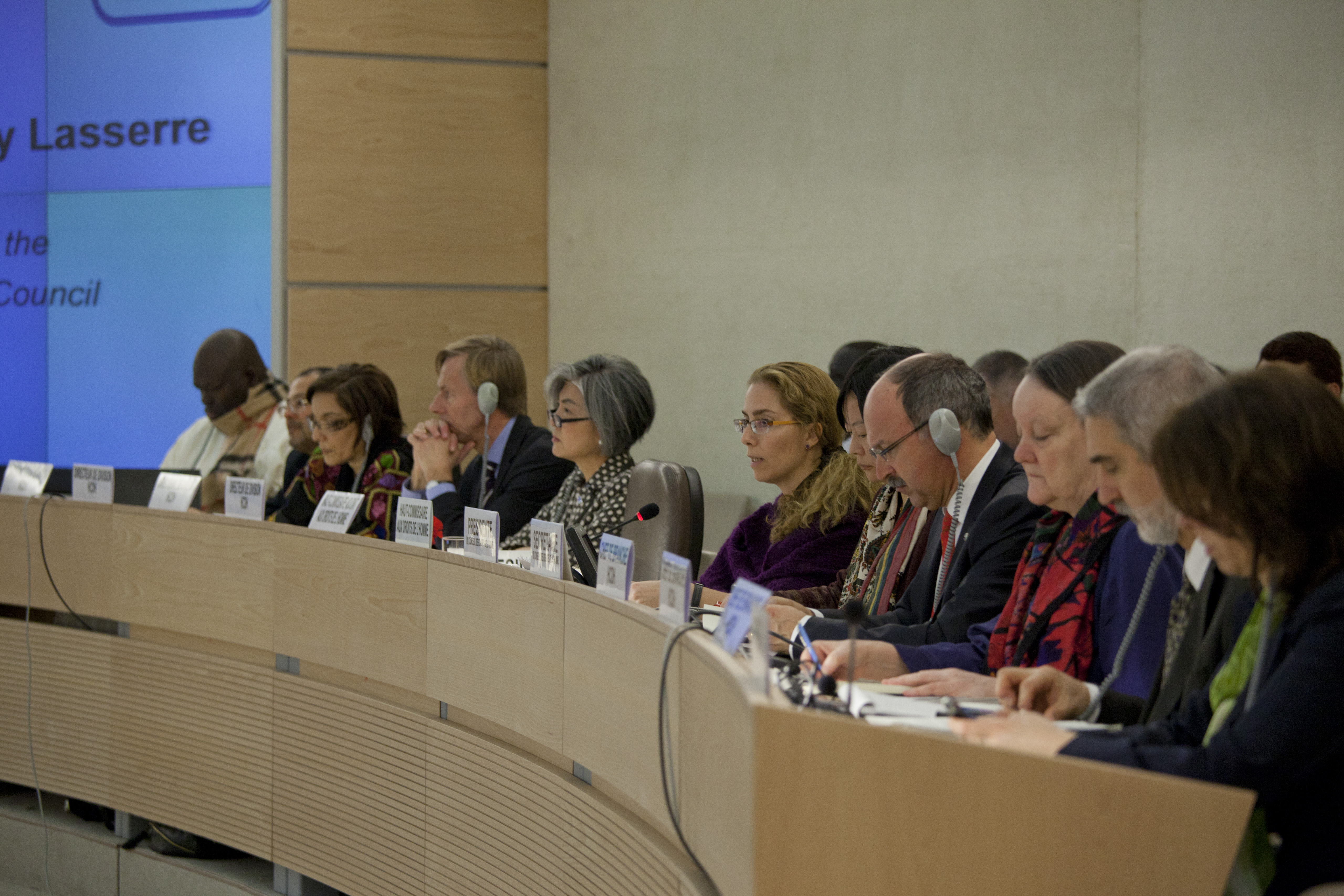
Secretariado do Conselho de Direitos Humanos da ONU em reunião no ano de 2012.

No ano seguinte, o Conselho de Direitos Humanos da ONU (CDH) adotou por unanimidade a Resolução 7/23, reconhecendo que "a mudança climática representa uma ameaça imediata e de longo alcance para as pessoas e comunidades em todo o mundo e tem implicações para o pleno gozo dos direitos humanos", em 25 de março de 2008. Citando a Carta das Nações Unidas, a Declaração Universal dos Direitos Humanos, o Pacto Internacional sobre Direitos Econômicos, Sociais e Culturais e o Pacto Internacional sobre Direitos Civis e Políticos, o CDH reafirmou e ampliou essas declarações com as resoluções 10/4 de 25 de março de 2009 e 18/22 de 30 de setembro de 2011
Em 2009, o Escritório do Alto Comissariado das Nações Unidas para os Direitos Humanos (OHCHR) divulgou um estudo analítico que identifica direitos específicos e grupos de pessoas que podem ser adversamente afetados por perturbações climáticas. O relatório baseou-se nas contribuições de cerca de 30 nações, bem como, de dez agências das Nações Unidas e dezenas de outras organizações. O relatório identificou pessoas deslocadas, conflitos e riscos de segurança, bem como direitos prejudicados de povos indígenas, mulheres e crianças como as principais preocupações.
Em 2010, a Conferência das Partes da UNFCCC reproduziu a linguagem da Comissão de Direitos Humanos ao identificar a relação entre direitos humanos e mudança climática em seu relatório na Conferência das Nações Unidas sobre Mudança Climática de 2010 em Cancún, México. O relatório sobre o resultado da Conferência enfatizou que "as Partes devem, em todas as ações relacionadas à mudança do clima, respeitar plenamente os direitos humanos".
Nos últimos anos, assistiu-se a um maior reconhecimento da ligação entre os direitos humanos e o meio ambiente, embora ainda existam muitas questões em aberto na relação entre estes âmbitos. Como resultado dessa crescente notoriedade, em 2012, o Conselho de Direitos Humanos estabeleceu um mandato sobre as obrigações de direitos humanos relacionadas com a garantia de um ambiente  saudável, seguro, limpo e sustentável. Um relatório preliminar do especialista independente John H. Knox, afirmou ainda a necessidade da priorização em se fornecer  maior clareza conceitual para a aplicação das obrigações de direitos humanos relacionadas ao meio ambiente.
Em 2014, todos os 78 detentores de mandatos de procedimentos especiais das Nações Unidas emitiram uma declaração conjunta no Dia dos Direitos Humanos pedindo aos estados nacionais do mundo que incorporassem suas obrigações existentes no âmbito dos direitos humanos nas negociações sobre mudanças climáticas. Isso teria o efeito de trazer os direitos das pessoas afetadas pelas mudanças climáticas para a linha de frente de todas as estratégias de resposta a estes fenômenos.
Em março de 2015, havia agora um Relator Especial da ONU responsável pelos direitos humanos e do meio ambiente, uma extensão do mandato do ex-especialista independente sobre as obrigações em direitos humanos relacionadas à garantia do direito a um meio ambiente saudável, seguro, limpo e sustentável. Antes da Conferência das Nações Unidas sobre as Mudanças Climáticas de 2015, em Paris, o Relator Especial, John H. Knox, informou que eles deveriam assegurar que suas obrigações de direitos humanos incluíssem a perspectiva apropriada em relação às mudanças climáticas ao negociar acordos futuros.

O Acordo de Paris, conforme adotado em 12 de dezembro de 2015 na Conferência das Partes, é a indicação mais importante para aumentar a consciência sobre a relação entre as alterações climáticas e os direitos humanos. Este foi o primeiro acordo climático a reconhecer a relevância dos direitos humanos, afirmando:
As Partes devem, ao tomar medidas para enfrentar a mudança climática, respeitar, promover e considerar suas respectivas obrigações em relação aos direitos humanos, o direito à saúde, os direitos dos povos indígenas, comunidades locais, migrantes, crianças, pessoas com deficiência e pessoas em situações vulneráveis e o direito ao desenvolvimento, bem como a igualdade de gênero, o empoderamento das mulheres e a equidade intergeracional.

## Legislação de direitos humanos e mudança climática
A análise do envolvimento entre as leis de proteção dos direitos humanos e os desafios dos fenômenos ambientais globais para os seres humanos também enfoca as medidas necessárias de adaptação e mitigação das mudanças climáticas que devem ser tomadas pelos governos em resposta àqueles fenômenos. Muitas abordagens legais acerca das mudanças climáticas utilizam-se de determinados aparatos jurídicos, como o direito a um meio ambiente saudável e outras convenções relacionadas, ou ainda, de abordagens emergentes na legislação ambiental, como direitos da natureza. Tais abordagens tem como objetivo demandar as ações governamentais e empresariais necessárias para a defesa da justiça climática e resolução de litígios relacionados.
As mudanças climáticas estão induzindo não apenas ajustes ecológicos, mas também impactando os aspectos sociais, econômicos, políticos, culturais e jurídicos das sociedades em todo o mundo. O Conselho de Direitos Humanos da ONU afirmou que as obrigações sobre estes direitos têm a capacidade de fortalecer a formulação de políticas nacionais e internacionais na área de mudança climática. A Declaração de Estocolmo de 1972 forneceu a base para a elaboração posterior de um direito humano a boas condições ambientais. A proteção ambiental não é comumente incluída em tratados sobre direitos humanos. Em vez disso, a proteção ambiental é derivada dos direitos que esses tratados protegem, como os direitos à vida, alimentação, água e saúde. Seguindo em frente, a legislação de direitos humanos no contexto da formulação de políticas de mudança climática pode ajudar a estabelecer padrões mínimos de direitos humanos básicos que podem ser adotados em medidas de mitigação e adaptação internacionais e nacionais.